# Tele-BZ
Tele-BZ war eine deutsche satirische Fernsehsendung des Deutschen Fernsehfunks, die zwischen 1960 und 1971 samstags um 19.00 Uhr im DDR-Fernsehen lief. Das Besondere an der Sendung war, dass sie sich überwiegend mit den Themen, die in Westdeutschland eine Rolle spielten, beschäftigte. In den letzten Sendejahren wurden auch Missstände in der DDR aufgegriffen, was letztlich dann auch zur Einstellung der Satiresendung führte. Die Sendung wurde in verschiedene Senderubriken unterteilt, unter anderem gab es den Schlager der Woche, die Rias-Enten-Parade oder Das Letzte an Nachrichten.
Zum Stammensemble der Tele-BZ gehörten Werner Troegner, Ingeborg Krabbe, Helga Hahnemann, Ingeborg Nass, Edgar Külow, Manfred Raasch, Sergio Günther, Hans-Joachim Hanisch und Axel Triebel.
Zunächst war der Inhalt der Sendung ein aktuell-politisches Kabarettprogramm, das später weiter um Chansons und Lieder ergänzt wurde. Das DDR-Plattenlabel Amiga veröffentlichte 1967 unter dem Titel Mensch, Haste Töne ... die Lieder und Songs der Tele-BZ. Daneben wurden Filmberichte und Reportagen aktueller Ereignisse aus West-Berlin und der Bundesrepublik gezeigt. Damalige Themen waren hier die Mietpreise, der Vietnamkrieg oder die Grüne Woche.